# Asystasiella
- Commons
- Wikispecies

Asystasiella Lindau, segundo o Sistema APG II, é um gênero botânico da família Acanthaceae.

## Espécies
O gênero apresenta quatro espécies:
- Asystasiella africana
- Asystasiella atroviridis
- Asystasiella chinensis
- Asystasiella neesiana

## Classificação do gênero
| Sistema | Classificação                       | Referência            |
| ------- | ----------------------------------- | --------------------- |
| APG II  | Ordem Lamiales, família Acanthaceae | APweb, versão 9, 2008 |